# Kanton Le Lamentin-3 Est
Kanton Le Lamentin-3 Est (francouzsky Canton du Lamentin-3 Est) byl francouzský kanton v departementu Martinik v regionu Martinik. Tvořila ho část obce Le Lamentin. Zrušen byl v roce 2015.